# Grand Prix cycliste de Gatineau 2018
La 10e édition du Grand Prix cycliste de Gatineau a lieu le 7 juin 2018. La course fait partie du calendrier international féminin UCI 2018 en catégorie 1.1. Elle est remportée par l'Américaine Lauren Hall.

## Parcours
Après un grand circuit parcouru deux fois avec l'ascension de Camp Fortune, le parcours effectue cinq tours de 9,4 km.

## Récit de course
Lauren Hall remporte au sprint la course,.

## Classements

### Classement final
| \| Classement général \| Classement général \| Classement général \| Classement général \| Classement général \| \| Coureuse \| Coureuse \| Pays \| Équipe \| Temps \| \| ------------------ \| -------------------- \| ------------------ \| ----------------------------- \| ------------------ \| \| 1re \| Lauren Hall \| États-Unis \| UnitedHealthcare Women's Team \| 2 h 43 min 04 s \| \| 2e \| Alison Jackson \| Canada \| Tibco-Silicon Valley Bank \| + 0 s \| \| 3e \| Sara Bergen \| Canada \| Rally Cycling \| + 0 s \| \| 4e \| Íngrid Drexel \| Mexique \| Tibco-Silicon Valley Bank \| + 2 s \| \| 5e \| Kelly Catlin \| États-Unis \| Rally Cycling \| + 2 s \| \| 6e \| Marie-Soleil Blais \| Canada \| Canada \| + 2 s \| \| 7e \| Karol-Ann Canuel \| Canada \| Canada \| + 4 s \| \| 8e \| Lauretta Hanson \| Australie \| UnitedHealthcare Women's Team \| + 4 s \| \| 9e \| Annie Foreman-Mackey \| Canada \| The Cyclery Racing \| + 4 s \| \| 10e \| Rushlee Buchanan \| Nouvelle-Zélande \| UnitedHealthcare Women's Team \| + 11 s \| |                      |                  |                               |                 |
| |                      |                  |                               |                 |
| Source : ProCyclingStats |                      |                  |                               |                 |
| Classement général |                      |                  |                               |                 |
| Coureuse | Coureuse             | Pays             | Équipe                        | Temps           |
| 1re | Lauren Hall          | États-Unis       | UnitedHealthcare Women's Team | 2 h 43 min 04 s |
| 2e | Alison Jackson       | Canada           | Tibco-Silicon Valley Bank     | + 0 s           |
| 3e | Sara Bergen          | Canada           | Rally Cycling                 | + 0 s           |
| 4e | Íngrid Drexel        | Mexique          | Tibco-Silicon Valley Bank     | + 2 s           |
| 5e | Kelly Catlin         | États-Unis       | Rally Cycling                 | + 2 s           |
| 6e | Marie-Soleil Blais   | Canada           | Canada                        | + 2 s           |
| 7e | Karol-Ann Canuel     | Canada           | Canada                        | + 4 s           |
| 8e | Lauretta Hanson      | Australie        | UnitedHealthcare Women's Team | + 4 s           |
| 9e | Annie Foreman-Mackey | Canada           | The Cyclery Racing            | + 4 s           |
| 10e | Rushlee Buchanan     | Nouvelle-Zélande | UnitedHealthcare Women's Team | + 11 s          |

Source.

### Points UCI
| Position           | 1er | 2e | 3e | 4e | 5e | 6e | 7e | 8e | 9e | 10e | 11e | 12e | 13e à 15e | 16e à 25e |
| Classement général | 125 | 85 | 70 | 60 | 50 | 40 | 35 | 30 | 25 | 20  | 15  | 10  | 5         | 3         |

## Organisation et règlement

### Primes
L'épreuve attribue les primes suivantes :
| Position | 1er   | 2e    | 3e    | 4e    | 5e    | 6e    | 7e    | 8e    | 9e    | 10e  |
| Prix     | 380 € | 330 € | 270 € | 170 € | 150 € | 140 € | 130 € | 120 € | 110 € | 60 € |

Las places de onze à vingt 60 €.